# Сангасте (миза)
Миза (замок) Сангасте (ест. Sangaste, нім. Schloss Sagnitz) — неоготична садиба в Естонії. 

## Історія
У середні віки в Сагасте містилася миза тартуського єпископа. До цього місця її було переведено з міста Кєепі (яке вперше згадується в 1287 р.). У 1808 році мизу придбали Фон Берги, і садиба залишалася в їхньому володінні аж до переселення 1939 року.
Фрідрих фон Берг в 1879-83 рр. наказав побудувати в Сангасте один з найгарніших і найрозкішніших в Естонії панських будинків в стилі історицизму. Цегляна будівля за проектом архітектора Отто Пія (Піуса) Гіппиуса, дуже розчленована, в ній відчувається вплив неоготики. На фасаді милується чотириповерхова зубчаста башта. Задню частину будинку прикрашають стрілчасті вікна і декілька зубчастих фронтонів і башточок. Особливо гарна зала, де готику доповнюють східні декоративні елементи. В ній можна побачити і готичні склепіння, і стінну нішу у східному стилі. Гарно оформлені також фоє, бібліотека і мисливська зала; останню виконано в англійському стилі з темними стінними панелями та касетною стелею. Деякі підручні будівлі вирішено в тому ж стилі, що і головний будинок, наприклад, конюшня, що нагадує середньовічну фортецю, і невелика водонапірна башта. За панським будинком на другому березі ставка знаходиться багатий на види лісопарк. Зараз у будинку розташовані готель і центр для проведення семінарів.
Фрідрих фон Берг, який помер в 1938 р., був відомим рослинником, він вивів сорт жита «Сангасте», що вирощується тут десятиріччями. Він був також піонером автомобілізму в Південній Естонії.